# Arada Baja
Arada Baja es un caserío peruano ubicado en el distrito de Jililí, perteneciente a la provincia de Ayabaca del departamento de Piura, al norte del Perú. 

## Ubicación
Arada Baja se ubica al norte de la provincia de Ayabaca, en el distrito de Jililí, en el departamento de Piura.

## Demografía
En 2017 Arada Baja tenía una población de 117 habitantes.
| Gráfica de evolución demográfica de Arada Baja entre 1993 y 2017 |
|                                                                  |
| Fuentes: Población 1993 y 2017                                   |